# 愛岐トンネル群保存再生委員会
愛岐トンネル群保存再生委員会（あいぎトンネルぐんほぞんさいせいいいんかい）は、JR中央本線（中央西線）高蔵寺駅 - 多治見間の廃トンネル群の保存・整備を目的とする特定非営利活動法人（NPO法人）である。
2008年（平成20年）より、3号 - 6号（定光寺駅 - 県境）間はある程度整備が進み一般公開（春と秋）が行われている。また、多治見支部も新たに創立され、7号 - 14号トンネルの整備に向けての準備が行われている。

## 組織
愛岐トンネル群保存再生委員会は、1966年（昭和41年）に廃線となり放棄された中央本線の庄内川（玉野川・土岐川）沿い約8キロに及ぶ地域のトンネル群を掘り起こし整備を続けている春日井市の市民団体である。のちにNPO法人となった。
2009年（平成21年）には愛知県側敷地の民間地権者からの買い取りを目指し、組織を「特定非営利活動法人 愛岐トンネル群保存再生委員会」に変更した。このトンネル群を買い取るためにナショナルトラスト募金が行われ、これは愛知県下初のナショナルトラスト活動でもあった。同年6月には多治見支部を設立、愛知・岐阜県の広域にわたる市民活動を展開している。

## 沿革

### 背景
2006年（平成18年）春、廃線になり41年間放置されていた鉄道トンネルを発見。調査の結果14基（その後、1基は撤去と判明）の存在が明らかになる。同年12月中部産業遺産研究会鉄道研究メンバーらによる現地調査が行われ、文化的・歴史的価値の高い評価を得る。2007年（平成19年）6月「旧国鉄トンネル群保存再生委員会」が発足した（会員数47名）。

### 整備・公開活動
委員会は、愛知県側の民間所有地となっている廃線敷地権者の了解のもと現地の開拓をスタートさせた。3号トンネルから県境の6号トンネル間1.7キロの1年あまりにわたる整備を踏まえ、2008年（平成20年）春、「作業現場見学会」のタイトルで1日限定の第1回一般公開を行い300人が参加する。その後、毎年春・秋に一般公開を続け、2009年（平成21年）秋に開催した3日間の「第4回一般公開」には、全国13都府県から14,838人が訪れ、無人駅の「定光寺駅」に40人ものJR職員が対応するなどで混雑した。2010年（平成22年）からは一般公開期間を6日間に拡げて開催している。2013年（平成25年）には春・秋の一般公開に加え、あいちトリエンナーレ2013のパートナーシップ事業として、愛岐トンネル群・アートプロジェクト2013「荒野ノヒカリ」と題し、トンネル群の各所にアート作品を展示する19日間の特別公開を実施した。
2009年（平成21年）2月には経済産業省「近代化産業遺産 続33に「旧国鉄中央線の隧道群」として認定、3月には国土交通省中部地方整備局の「第9回中部の未来創造大賞」特別賞を受賞する。2010年（平成22年）10月には名古屋市で開かれた生物多様性条約締結国会議（COP10）の主会場（白鳥庭園）にブース出展し、廃線と自然の共生の姿を世界に発信した。同年、愛知・岐阜両県庁で記者発表を行い、国の重要文化財である群馬県碓氷峠トンネル群の明治期製造のレンガ製トンネル群11基を抜いて国内最多の13基のレンガ隧道群であることを公表した。
岐阜県側の7号トンネルは名古屋市愛岐処分場建設時に発生した大量の瓦礫により天井付近まで埋まった状態であるため、同トンネルの地権者である名古屋市に保全活動への支援を陳情、結果2012年（平成24年）に河村たかし名古屋市長の現地視察が実現、同年の名古屋市議会においても支援に前向きな回答が得られたものの、現在に至るも具体的な動きはない。

## 保存活動対象

### 概要
旧逓信省鉄道作業局（日本国有鉄道の項も参照）は、中央本線の高蔵寺駅（愛知県春日井市） - 多治見駅（岐阜県多治見市）間に、庄内川（玉野川・土岐川）沿いの約8キロに及ぶ地域に14基のトンネルを造り1900年（明治33年）に開業させた。その後1966年（昭和41年）、電化及び複線化に伴い新トンネルを建設・開業。同時に13基のトンネル（第9号トンネルは新トンネルの建設の時消滅）が放棄され廃線となり、40年以上放置されていた産業遺産である。

### ギャラリー

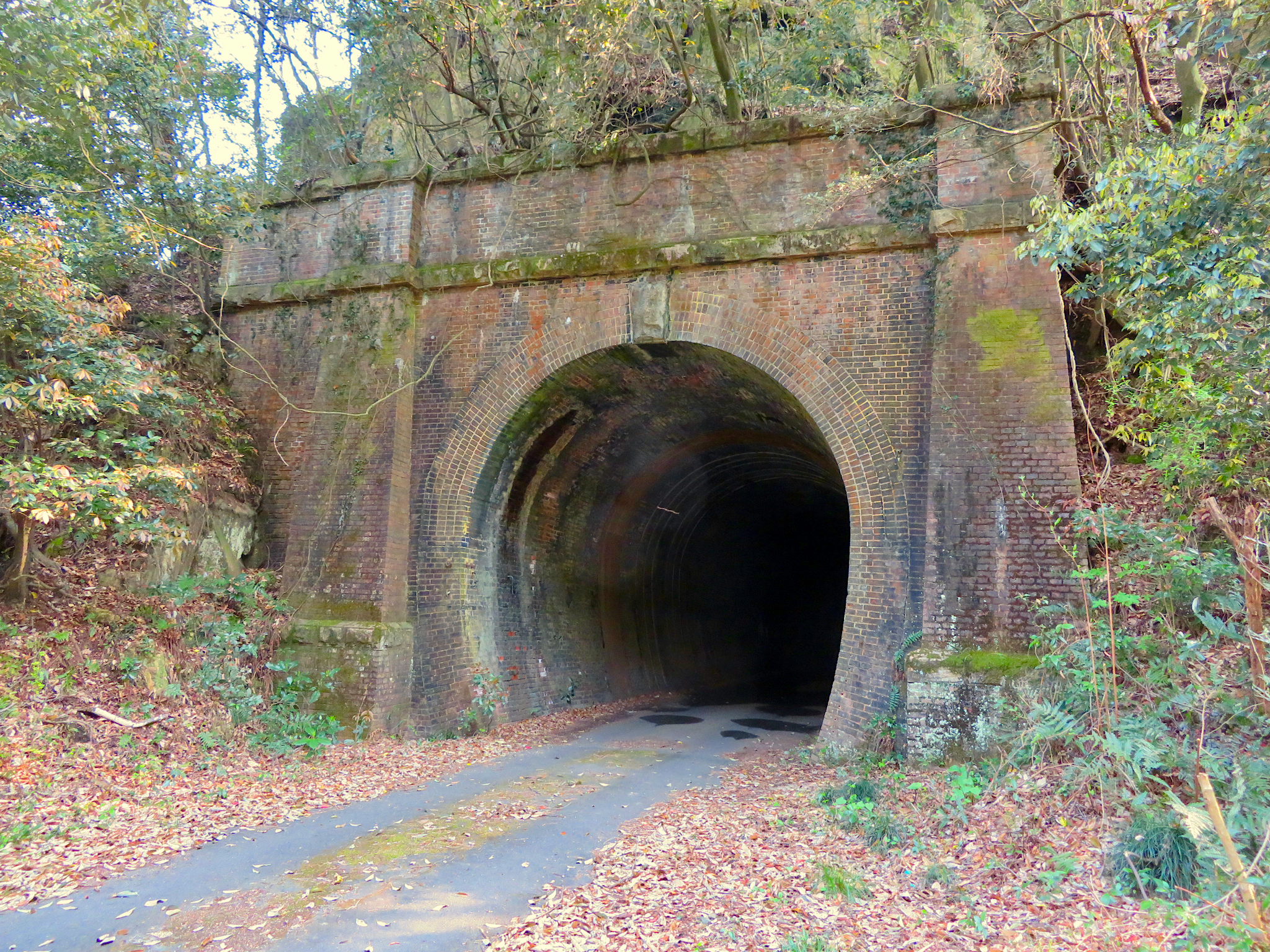
1号トンネル
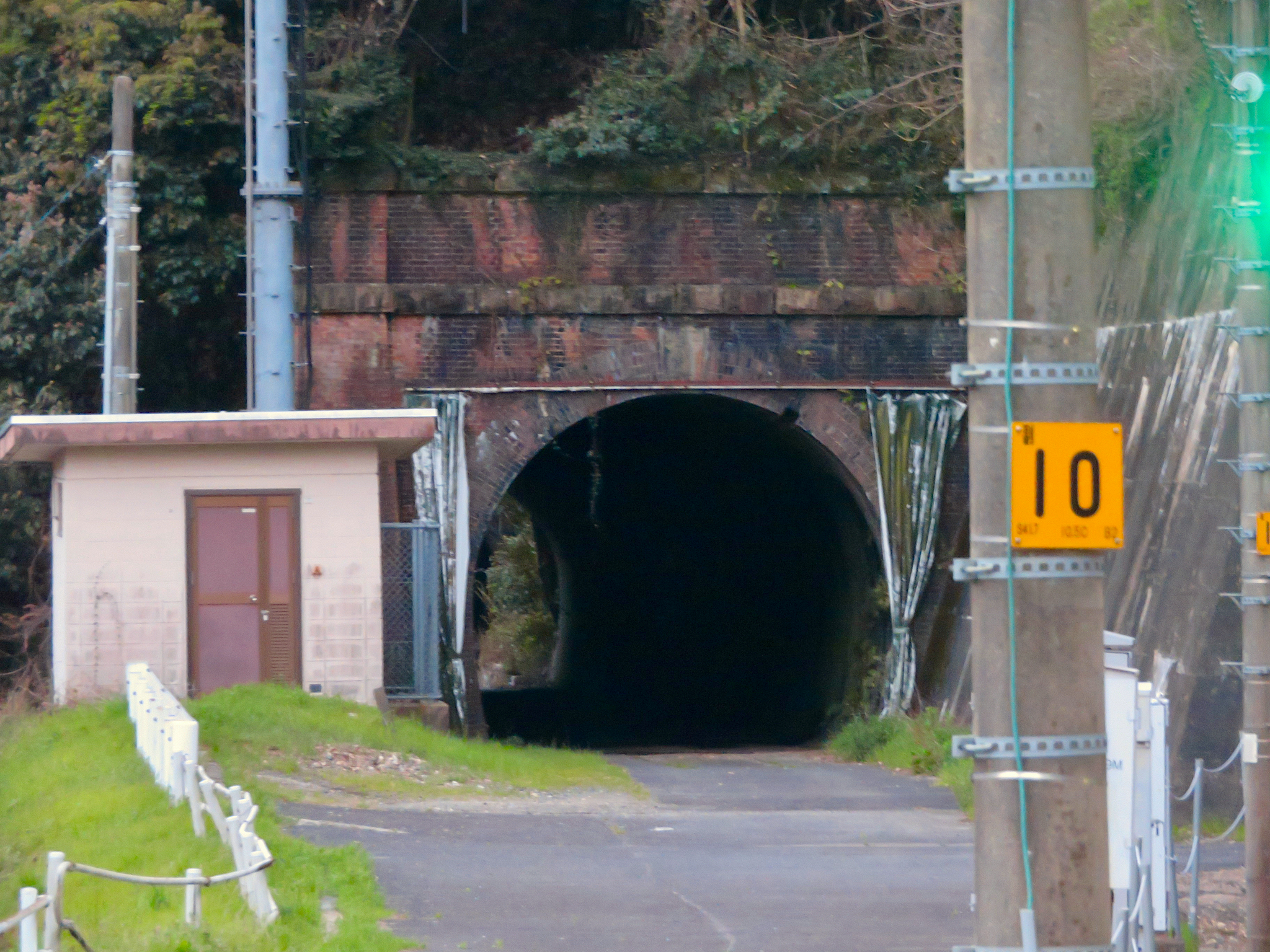
2号トンネル
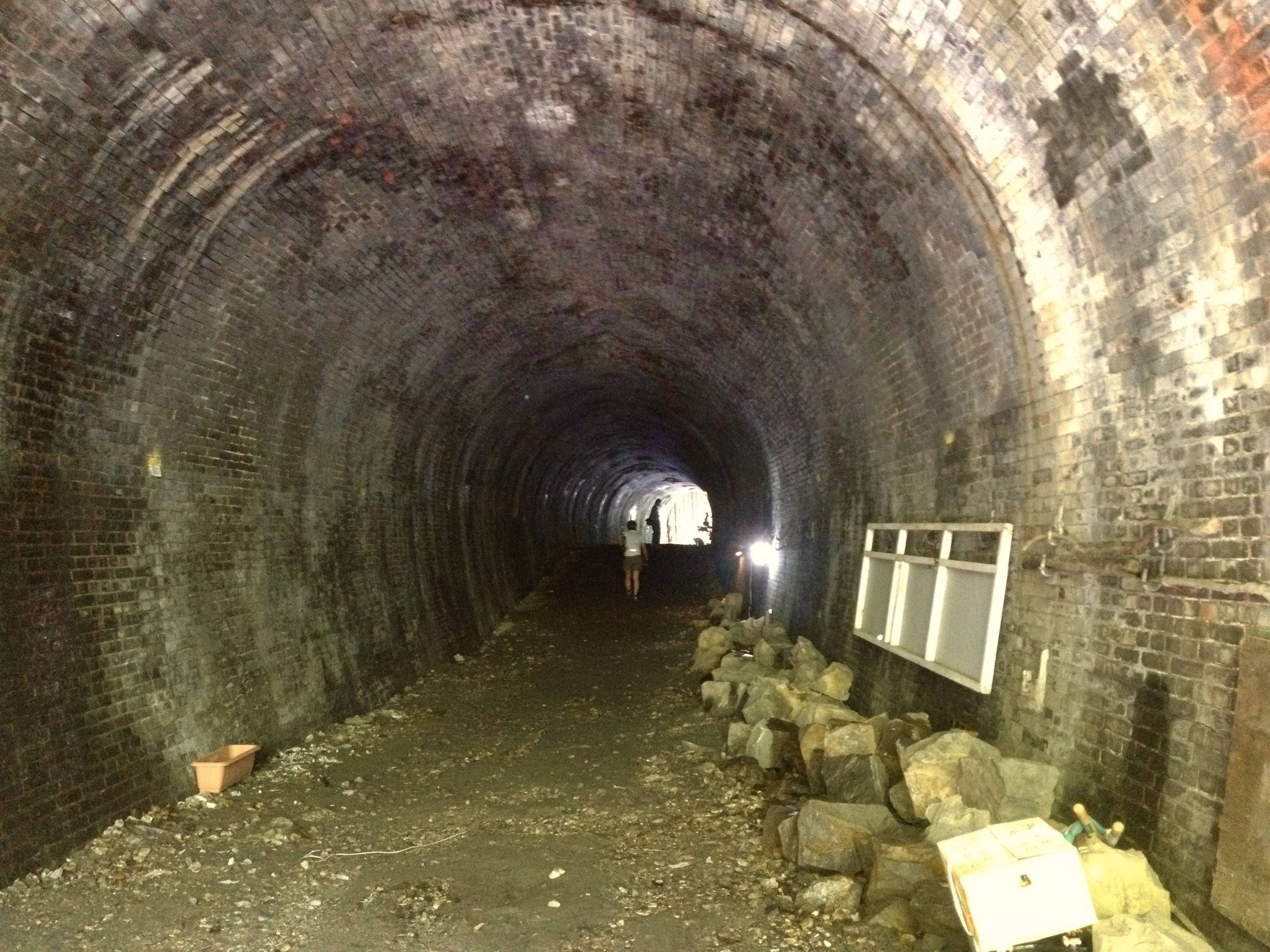
3号トンネル内部
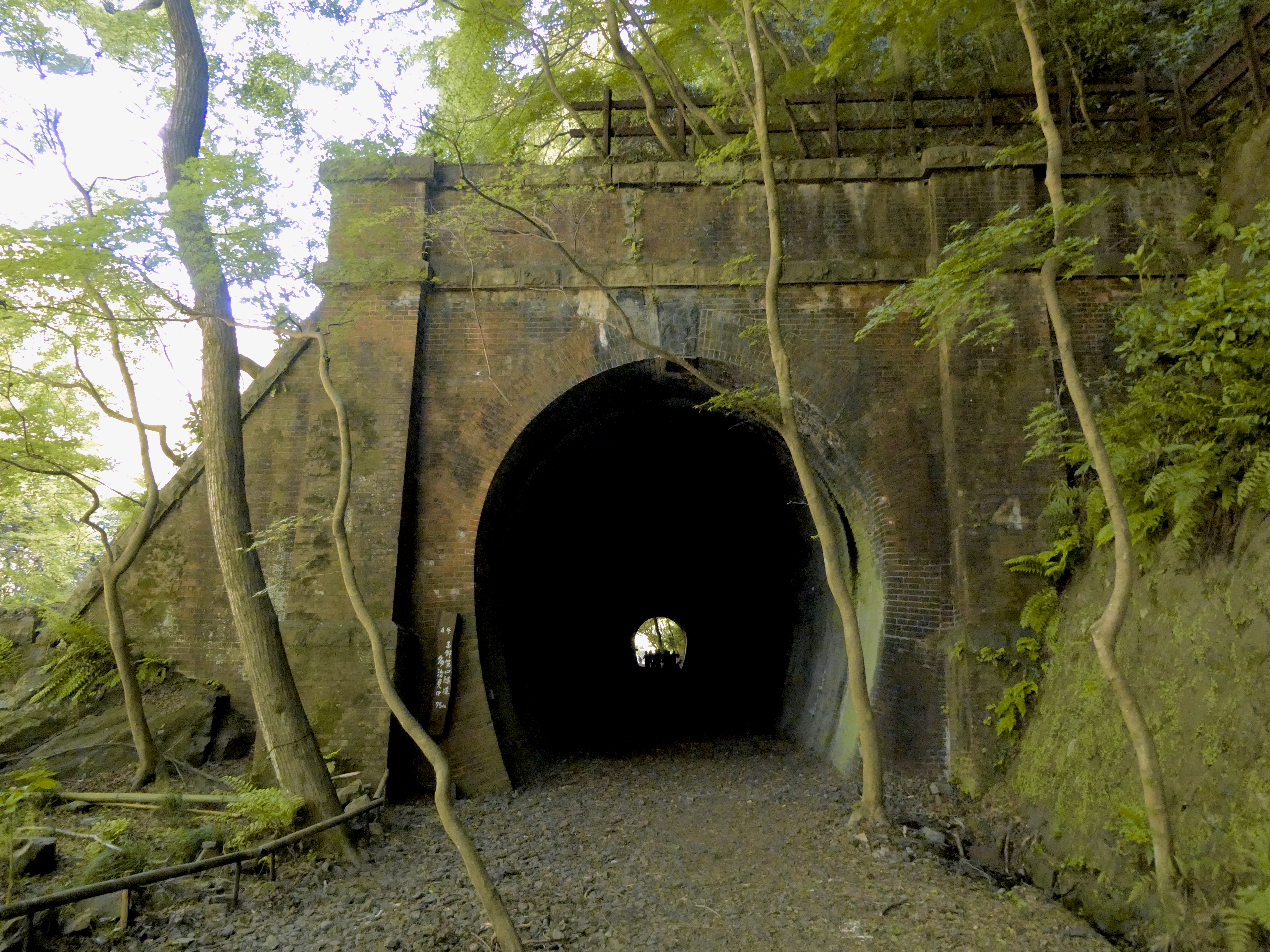
4号トンネル
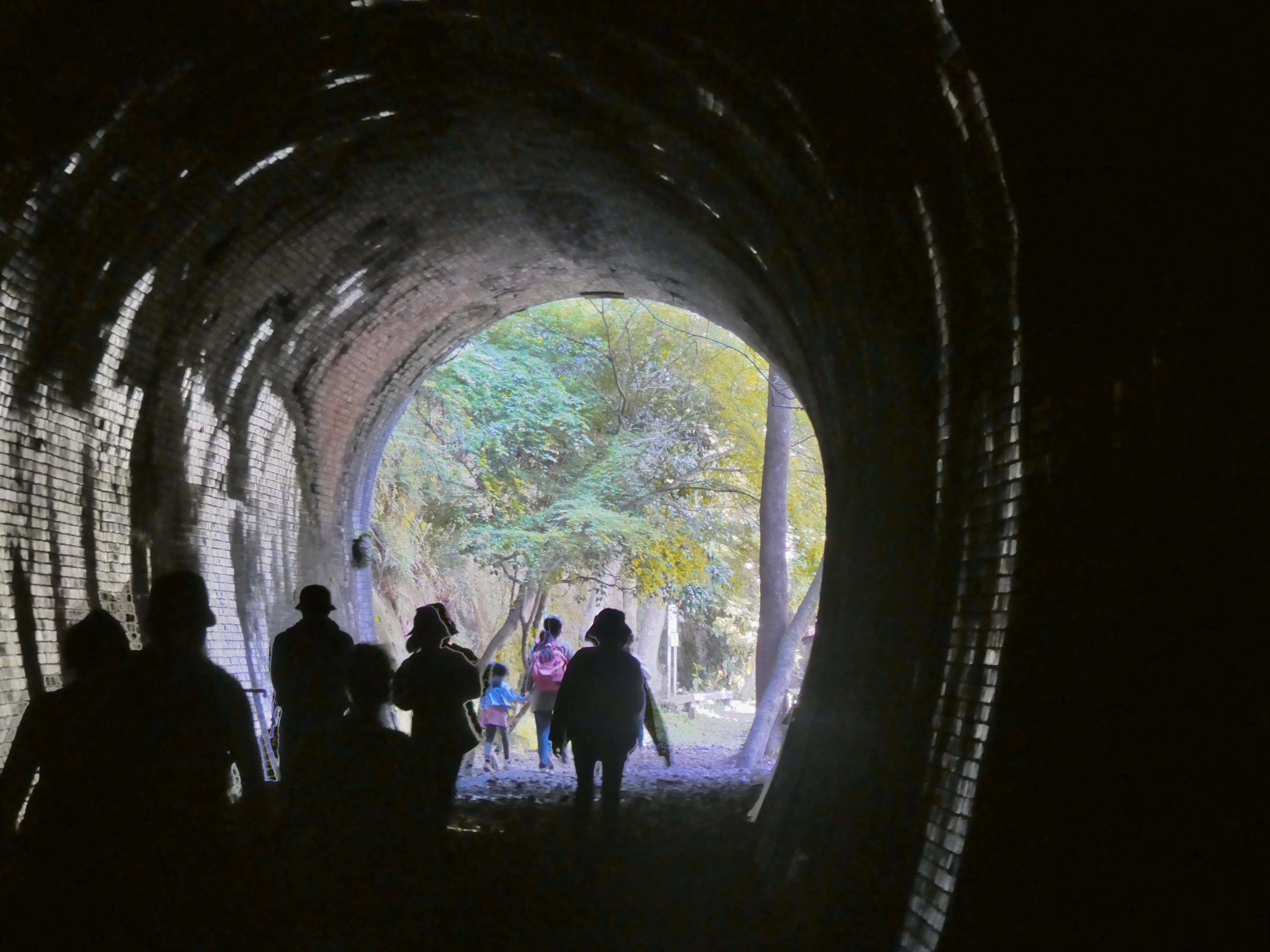
5号トンネル公開
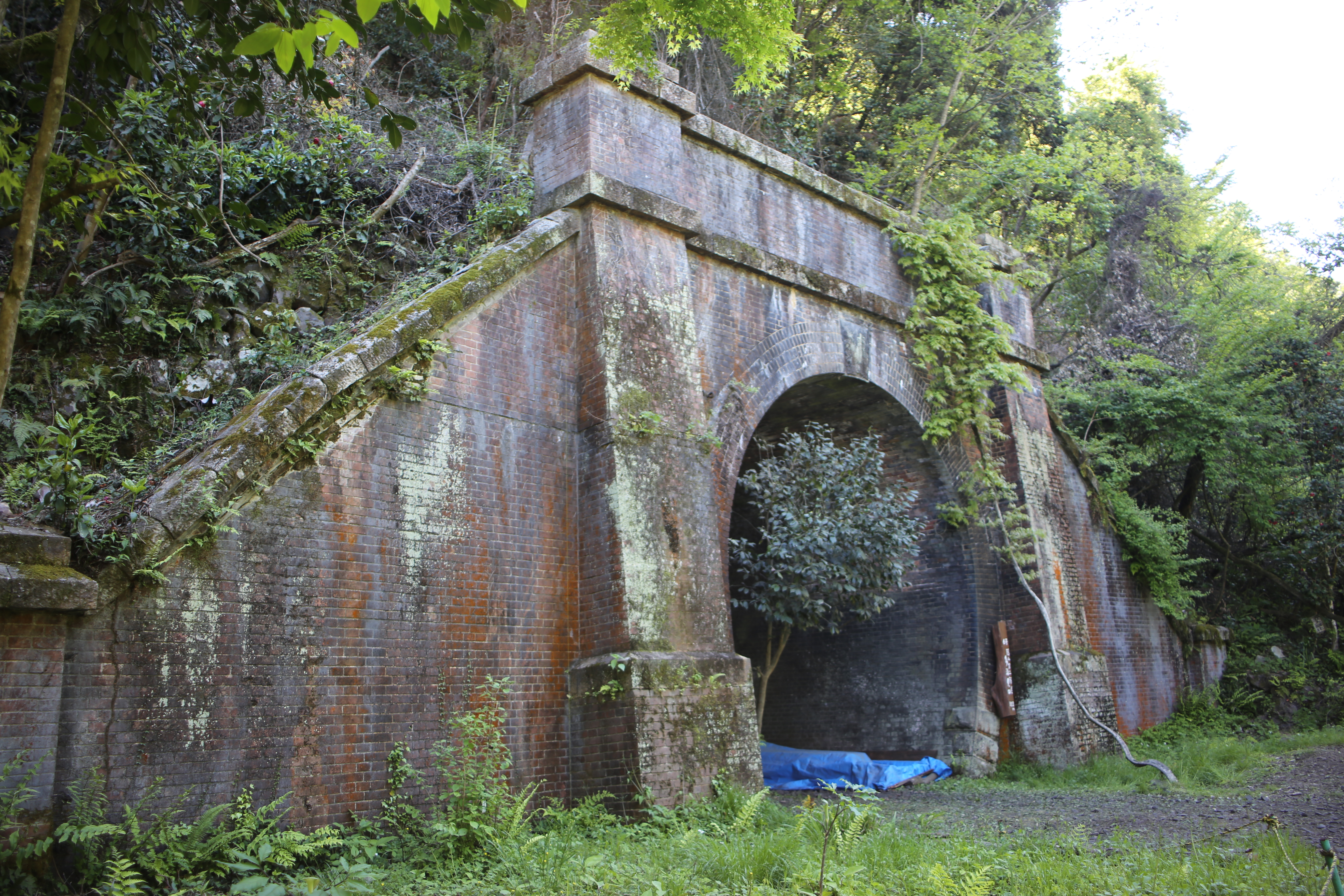
6号トンネル
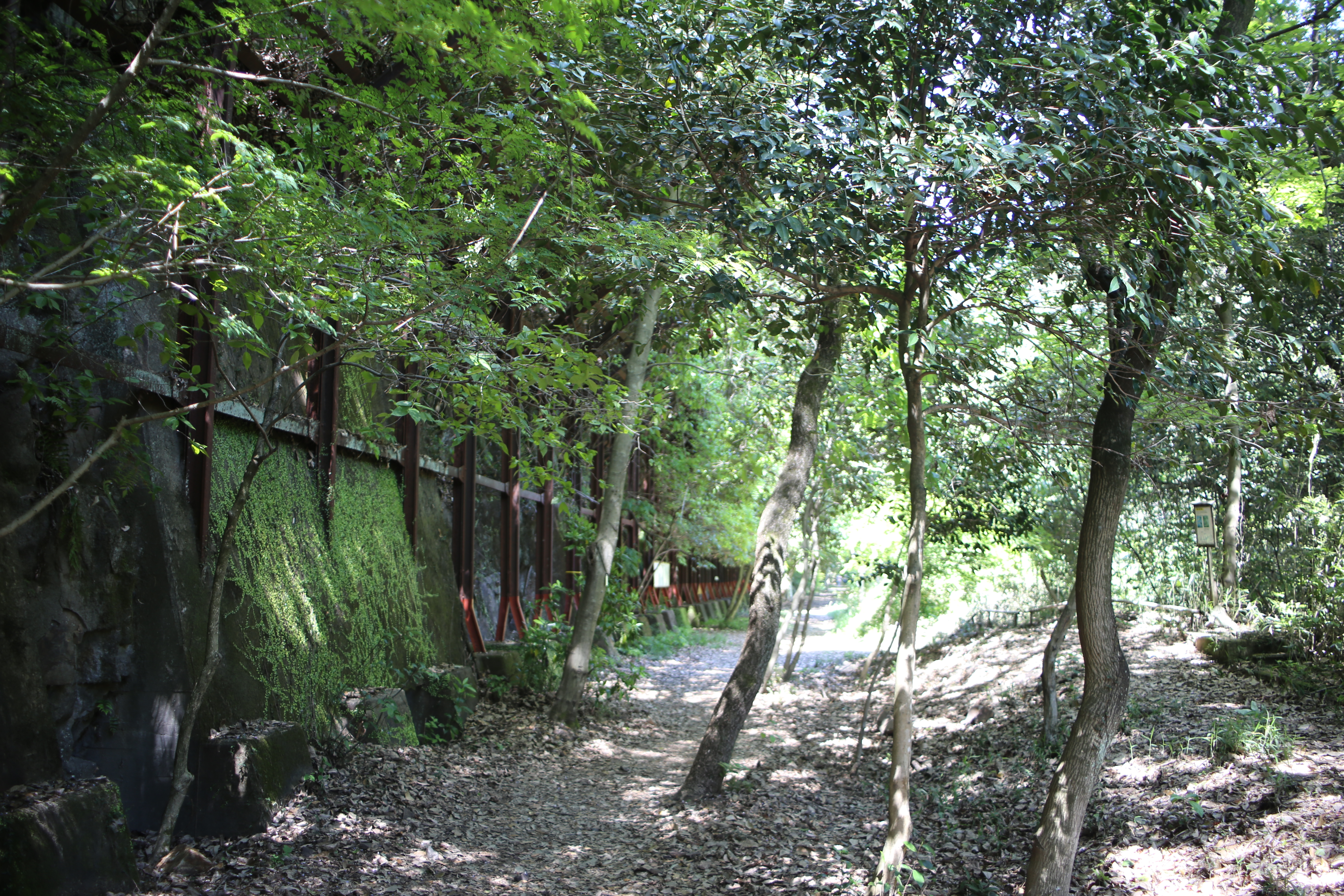
廃線跡の散策路
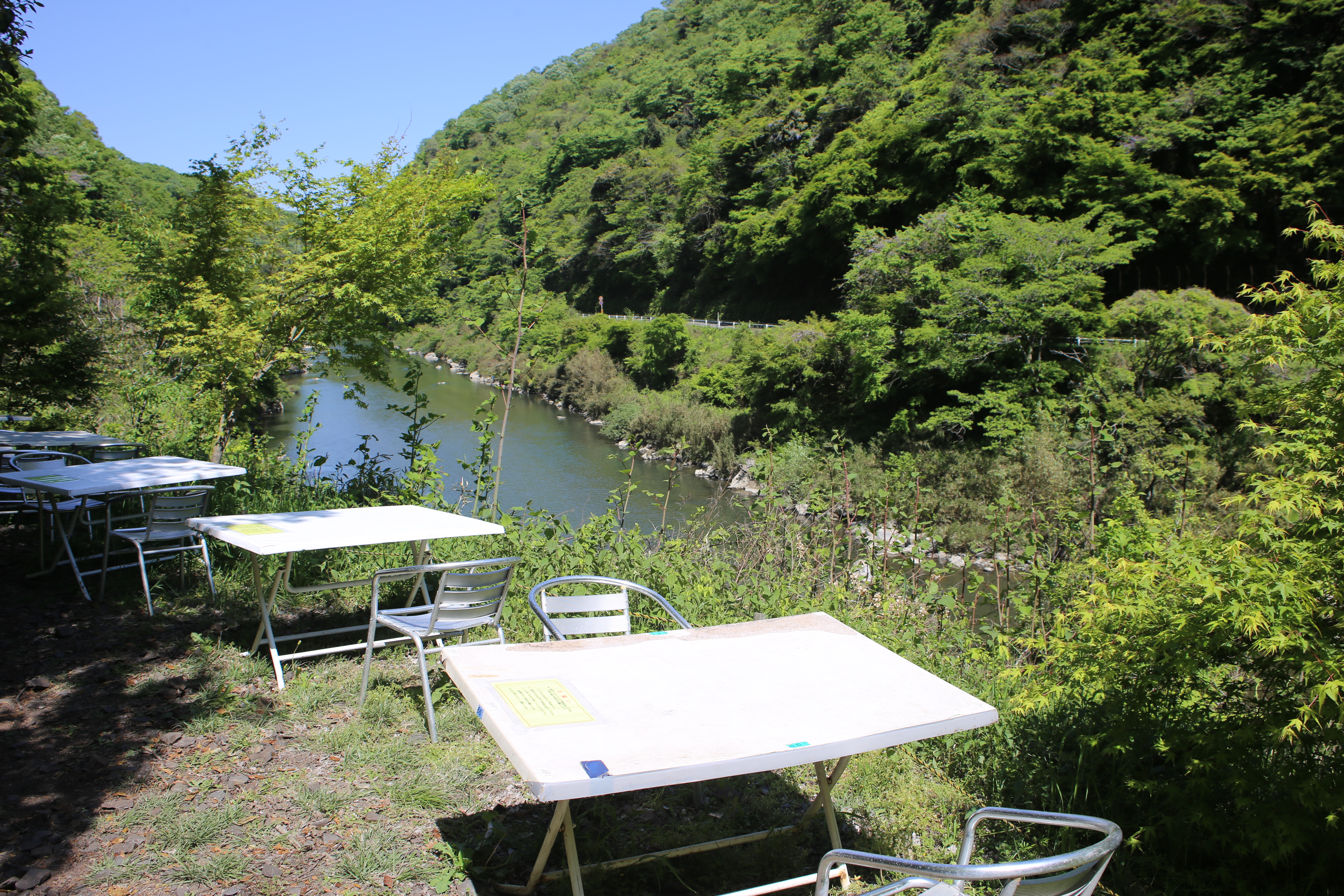
散策路の休憩スペース
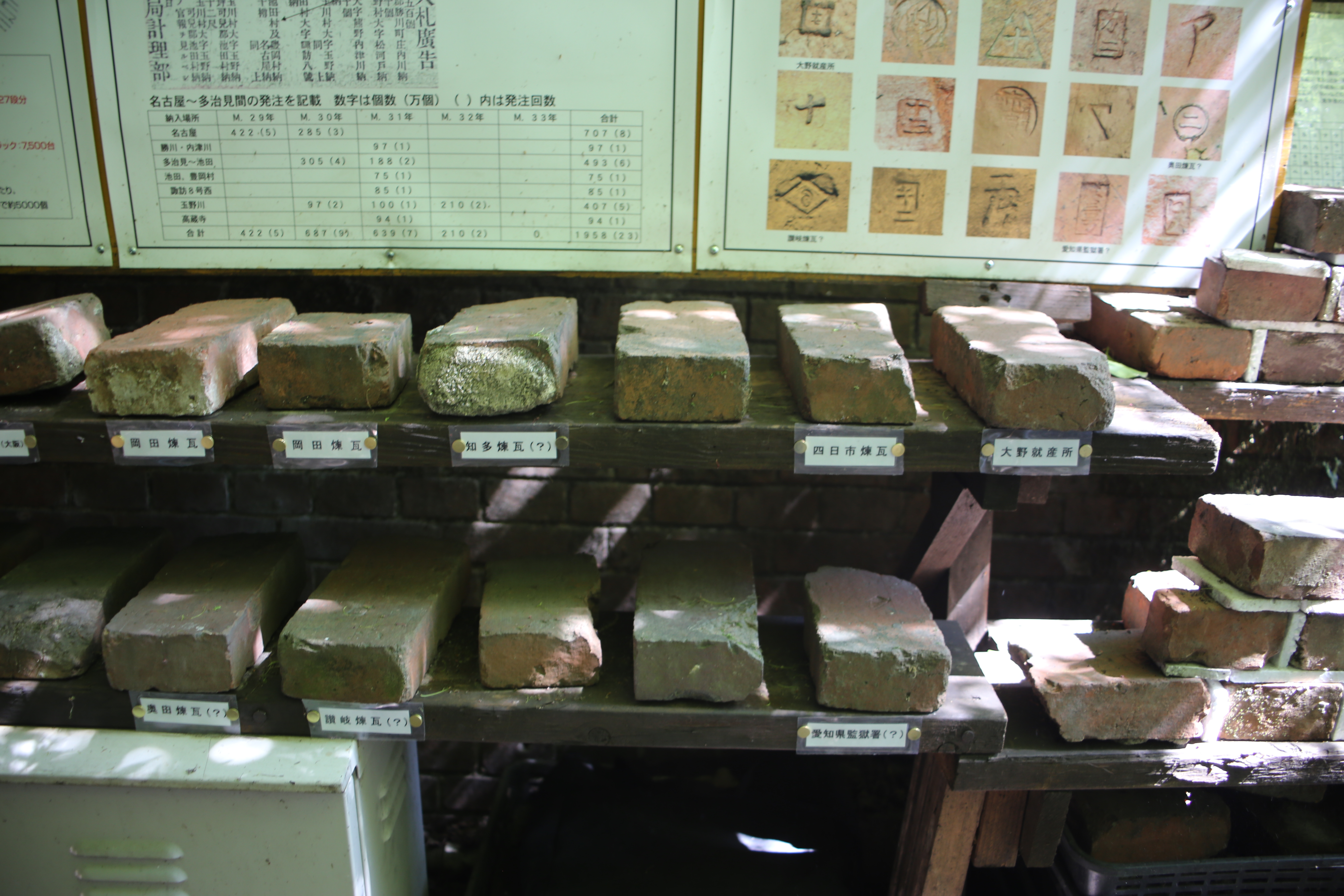
遺構の展示紹介
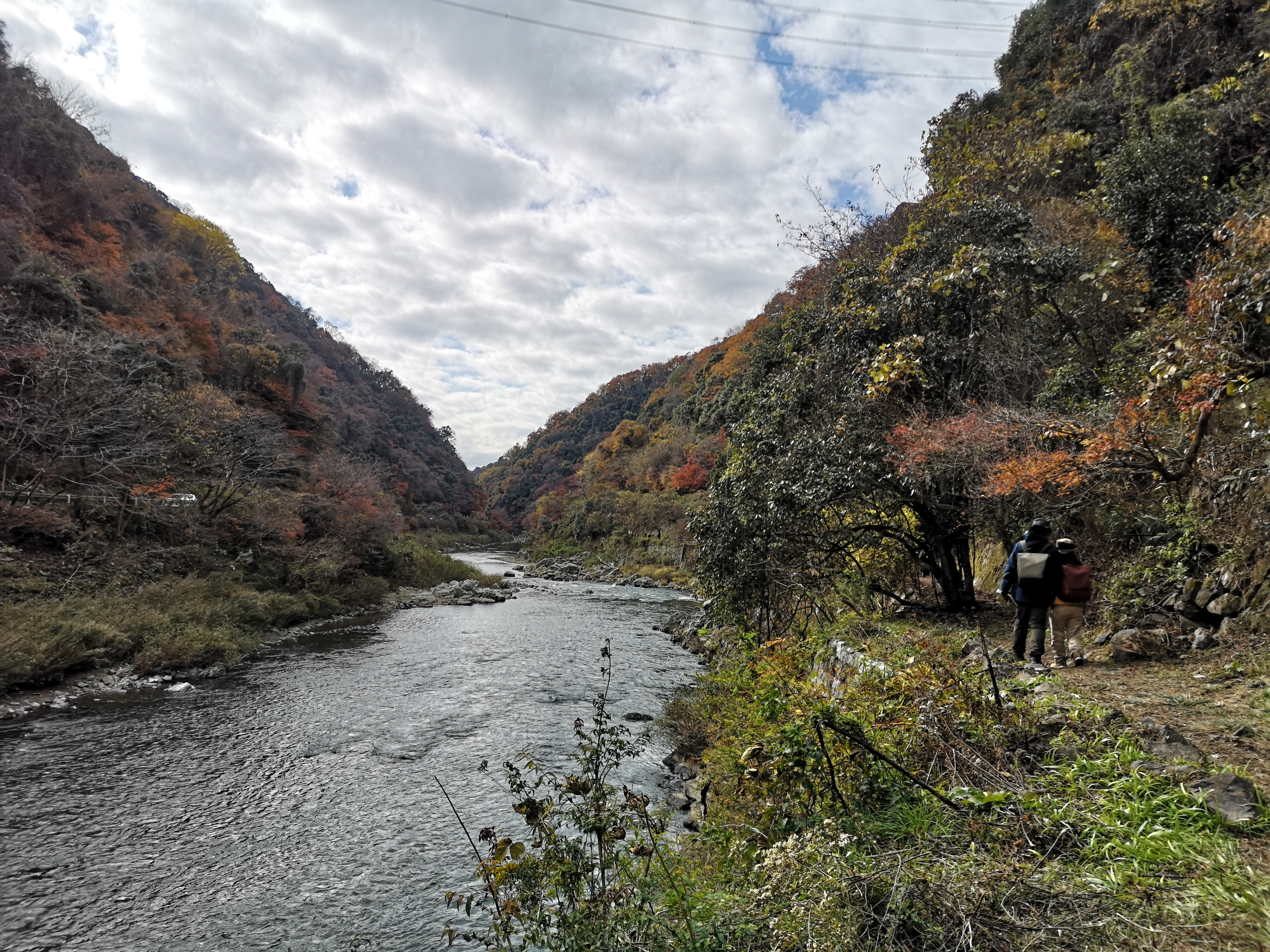
玉野古道（右）